# أنطونيو أدامو
أنطونيو أدامو (بالإيطالية: Antonio Adamo)‏ هو كاتب سيناريو ومخرج إيطالي، ولد في 30 يوليو 1957 في نابولي في إيطاليا.

## وصلات خارجية
- الموقع الرسمي
- أنطونيو أدامو على موقع IMDb (الإنجليزية)
- أنطونيو أدامو على موقع قاعدة بيانات الفيلم (الإنجليزية)
- أنطونيو أدامو على موقع كينوبويسك (الروسية)